# آرون دنیس
آرون دنیس (انگلیسی: Aaron Dennis؛ زادهٔ ۲۴ فوریهٔ ۱۹۹۳) بازیکن فوتبال اهل ایالات متحده آمریکا است.
از باشگاه‌هایی که در آن بازی کرده‌است می‌توان به باشگاه فوتبال فینیکس رایزینگ اشاره کرد.
وی همچنین در تیم ملی فوتبال جزایر ویرجین ایالات متحده آمریکا بازی کرده‌است.